# Yamashio Maru
Die Yamashio Maru (japanisch 山汐丸) war ein Handelsflugzeugträger der Spezial-2TL-Klasse, der im Auftrag des Kaiserlich Japanischen Heeres zum Ende des Zweiten Weltkrieges gebaut wurde, aber nicht mehr zum Einsatz kam.

## Geschichte

### Entwicklungsgeschichte und Bau
Das japanische Heer pflegte seit den 1920er Jahren keine guten Beziehungen zur japanischen Marine mehr. Da sie es aber 1944, auf Grund der starken Verluste an Schiffraum im Pazifikkrieg, für notwendig erachtete, den eigenen Transportkonvois eine Sicherung/Aufklärung gegen amerikanische U-Boote zur Verfügung zu stellen, wurden zwei im Bau befindliche Tanker der 2TL-Klasse des Kriegs-Standardprogramms gechartert und ein weiterer bestellt. Alle sollten zu einem Hilfsflugzeugträger der Spezial-2TL-Klasse im Stile des Träger-Notprogramms der Kaiserlich Japanischen Marine umgebaut werden. Dies bedeutet, dass sie weiterhin vorrangig zum Öltransport befähigt bleiben sollten und ihnen nur ein einfaches Flugdeck mit kleinem Hangar darunter zum Betrieb einer geringen Anzahl von Luftfahrzeugen aufgesetzt werden sollte.
Die spätere Yamashio Maru wurde am 10. Juli 1944 für die Yamashita Kisen K. K. auf der Werft von Mitsubishi in Yokohama auf Kiel gelegt und der Stapellauf erfolgte am 24. November 1944. Bereits vor dem Stapellauf wurde begonnen, das Schiff zum Hilfsflugzeugträger des Typs Glattdeckträger umzubauen. Am 27. Januar 1945 wurde das Schiff in den Dienst des Kaiserlich Japanischen Heeres gestellt.
Zwei Schwesterschiffe der Yamashio Maru, die Chigusa Maru und die Zuiun Maru, waren ursprünglich ebenfalls zum Umbau vorgesehen. Die Chigusa Maru lief nicht mehr vom Stapel, weil sie vor Erreichen der Schwimmfähigkeit in der Werft von US-Kampfflugzeugen beschädigt wurde. Die Zuiun Maru wurde nach Kiellegung vor Beginn der Umbauarbeiten zusammen mit dem gesamten Programm gestrichen, da aufgrund der massiven Luftüberlegenheit des Gegners kein sinnvoller Einsatz solcher Schiffe mehr möglich schien. Beide Schwesterschiffe wurden schließlich 1949 für ihren ursprünglich geplanten Einsatzzweck als Tanker in Dienst gestellt und bis in die 1960er Jahre betrieben.

### Verbleib

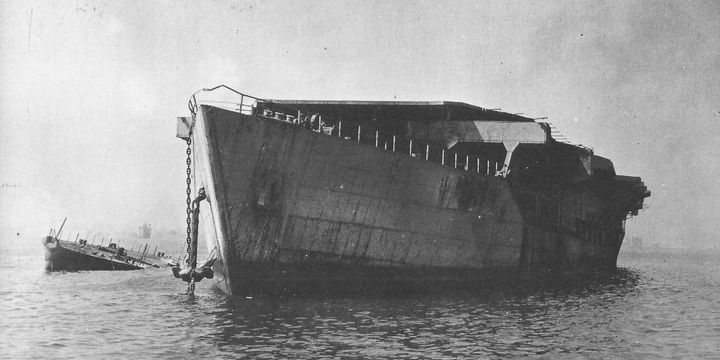
Das Wrack der Yamashio Maru und das fast versunkene Zielschiff Ōsashi 1946.

Am 17. Februar 1945 wurde die Yamashio Maru im Hafen von Yokohama liegend, durch trägergestützte Flugzeuge der Task Force 58 angegriffen. Dabei wurde sie von mehreren ungelenkten Luft-Boden-Raketen und einer 500-Pfund-Bombe getroffen, welche das Heck absprengte. Das noch schwimmende Schiff wurde aufgrund der erlittenen Schäden als verloren gegangen eingestuft und aufgegeben. Die Anzahl der Todesopfer bei der Versenkung ist nicht bekannt.
Die Idee, das Schiff zu bergen und unter Umrüstung der Kessel von reiner Ölfeuerung zu einer gemischten Öl- und Kohlefeuerung zu reparieren, wurde aufgrund der Kriegslage nicht umgesetzt.
Am 6. März 1946 rammte das Zielschiff Ōsashi das an einer Festmachertonne im Hafen von Yokohama schwimmende Wrack der Yamashio Maru und sank auf Grund der erlittenen Schäden. Das Wrack der Yamashio Maru wurde 1947 abgebrochen.

## Technische Beschreibung

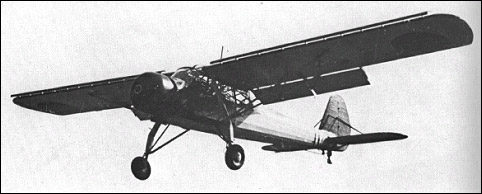
Das Armee Typ 3 Verbindungsflugzeug Kokusai Ki-76, wie es auf der Yamashio Maru und ihren Schwesterschiffen eingesetzt werden sollte.

### Rumpf
Der Rumpf der Yamashio Maru war 148,04 Meter lang, 20,15 Meter breit und hatte bei einer Einsatzverdrängung von 16.119 Tonnen einen Tiefgang von 9,02 Metern. Zwischen den ursprünglichen Decksaufbauten wurde ein kurzer, geschlossener Hangar für die vorgesehenen Einsatzflugzeuge hinzugefügt. Der Zugang erfolgte über einen Flugzeugaufzug im vorderen Drittel des Flugdecks.

#### Flugdeck
Das ungepanzerte 107 Meter lange und 23 Meter breite, hölzerne Flugdeck in Form eines Rechtecks, war nicht Teil des Schiffskörpers, sondern als Aufbau ausgeführt und reichte nicht bis zum Bug. Etwa der Mitte des Flugdecks konnten insgesamt vier Fangleinen nach dem Kayaba-System gespannt werden. So war es für die Flugzeuge des Typs Ki-76 problemlos möglich, auf dem kurzen Deck zu landen. Katapulte waren nicht vorgesehen, da die Maschinen mit ihren Kurzstart- und -landeeigenschaften von dem in den Wind gedrehten, kurzen Deck starten konnten. Starten und Landen zugleich war jedoch nicht möglich. 
Zur Unterstützung der Piloten bei der Landung, die über den Bug erfolgte, wurde das bewährte, so genannte Lande-Leit-System der Marine eingesetzt. Dieses bestand aus zwei hintereinander angeordneten Balken mit Leuchten je Seite. Dabei waren vorn zwei rote und hinten vier blaue Leuchten montiert. Bei passenden Anflugwinkel und Anflugkurs sah der Pilot die beiden roten Leuchten zwischen den beiden jeweils äußeren, blauen. Jede andere Ansicht bedeutete, dass Korrekturen oder sogar ein Durchstarten nötig waren.
Die Kommandobrücke und die Flugleitzentrale waren vorn direkt unter dem vorderen Ende des Flugdecks positioniert, ähnlich wie bei den Marine-Flugzeugträgern ähnlicher Größe.

### Antrieb

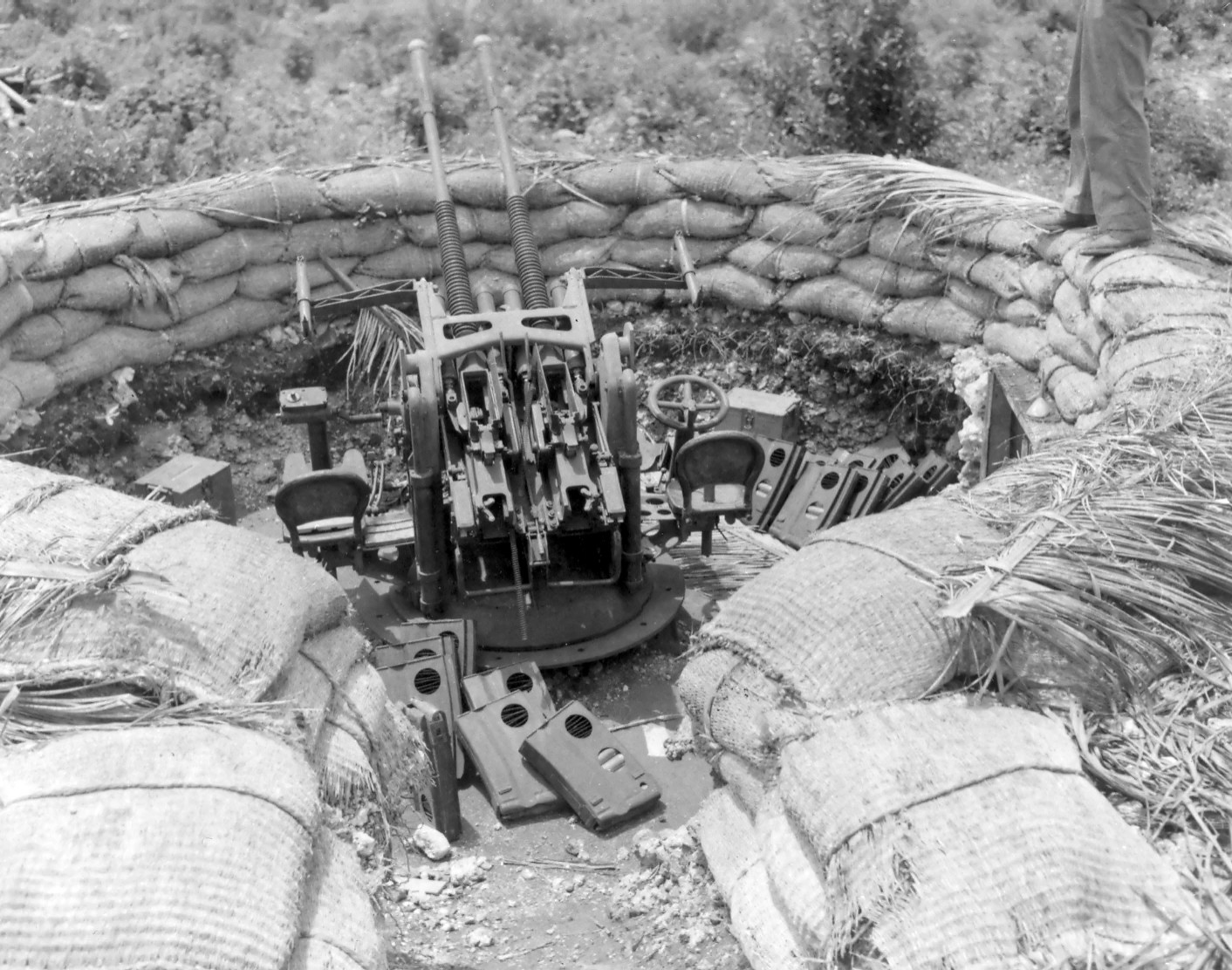
25-mm-Zwillingsmaschinenkanone, erbeutet durch US-Verbände auf Guam

Der Antrieb erfolgte durch zwei schwerölgefeuerte Dampfkessel und einen Getriebeturbinensatz mit dem eine Leistung von 4.500 PS (3.310 kW) erreicht wurde. Dieser gab seine Leistung an eine Welle mit einer Schraube ab. Die Höchstgeschwindigkeit betrug 15 Knoten (28 km/h) und die maximale Fahrstrecke 9.000 Seemeilen (16.668 km) bei 13 Knoten. Der Maschinenraum lag wie bei allen damaligen Handelsschiffen im hinteren Schiffsbereich. Der ursprünglich senkrechte Schornstein wurde nach Steuerbord (rechte Schiffsseite) verlegt und führte die Abgase seitlich nach hinten weg.

### Bewaffnung

#### Flugabwehrbewaffnung
Die Flugabwehrbewaffnung bestand aus sechzehn 25-mm-Maschinenkanonen des Typ 96, die in je vier Zwillingslafetten rechts und links knapp unterhalb des Flugdecks eingebaut waren.
Die 25-mm-Maschinenkanonen verschossen im Einsatz rund 110 bis 120 Schuss pro Minute je Rohr. Die effektive Reichweite lag bei etwa 3 Kilometern bei 85° Rohrerhöhung. Die 1100 Kilogramm schweren, manuell gerichteten Doppellafetten waren mittels eines Elektroantriebs grundsätzlich um 360° drehbar. Bei bedarf konnte der Seitenrichtantrieb ausgekoppelt werden und die Lafette manuell gedreht werden. Jedoch war aufgrund der Einbauart auf Emporen knapp unterhalb des Flugdecks der Seitenrichtbereich durch die Aufbauen auf etwa 210° beschränkt. Der Höhenrichtbereich lag bei −10° bis +85°. 

#### U-Jagdausrüstung

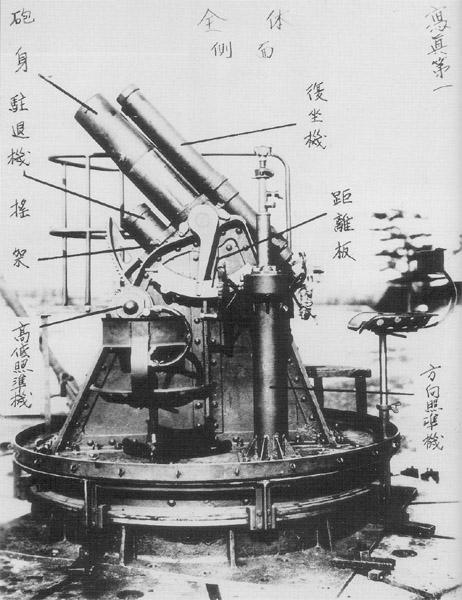
Experimenteller 15 cm Schwerer Mörser, der ursprünglich für die schweren Nahbereichsartillerieeinheiten des Heeres vorgesehen war

Zur U-Jagd verfügte das Schiff über Wasserbombenablaufgstelle mit insgesamt 120 Wasserbomben, welche sich am Heck befanden. Zusätzlich waren zwei am Bug montierte, schwere 15-cm-Mörser, die ursprünglich für die Grabenmörsereinheiten des Heeres entwickelt worden waren, für Abwehrfeuer im Bereich vor dem Schiff vorgesehen.
Zur Aufklärung von U-Booten war ein Typ 93 Schallerzeuger und mehrere, am Schiffsrumpf verteilte Hydrophone vorhanden. Damit war eine Aufklärung von U-Booten nahezu rund um das Schiff möglich. Einzige Ausnahme bildete der Schallbreich des Schiffspropellers.

### Funkmesstechnik
Die Yamashio Maru hatte bei Stapellauf ein Funkmessbeobachtungsgerät des Typs E27 zur passiven Radaraufklärung an Bord. Dieses basierte auf gegen Rohstoffe getauschter, deutscher Technologie. Ein Modell 20 Funkmessgerät war ursprünglich ebenfalls vorgesehen. Jedoch konnten im Vergleich zum sehr hohen Bedarf nicht genügend Exemplare hergestellt werden, um auch dieses Schiff damit auszurüsten.

### Luftgruppe
Die Luftgruppe des Trägers sollte aus maximal acht kurzstart- und -landefähigen Armee Typ 3 Verbindungsflugzeugen Kokusai Ki-76 bestehen. Diese konnten mit je zwei Wasserbomben von 60 kg Gewicht bestückt werden.

## Besatzung
Die Besatzung hatte eine Stärke von 221 Mann, darunter 57 Offiziere, Unteroffiziere und Mannschaften für die Waffenbedienung, 60 für den Flugbetrieb sowie 104 nautische Offiziere und Matrosen aus der Handelsmarine für Schiffsführung und Ladungshandhabung.